# Calea ferată Lețcani–Dorohoi
Calea ferată Lețcani-Dorohoi este o cale ferată din România care leagă municipiul Iași, județul Iași (prinLețcani) de municipiul Dorohoi, județul Botoșani. Aceasta se află pe Magistrala CFR 600.

## Vezi și
- Magistrala CFR 500
- Gara Iași
- Gara Dorohoi